# Гелеоая
Гелеоая (рум. Gălăoaia) — село у повіті Муреш в Румунії. Входить до складу комуни Рестоліца.
Село розташоване на відстані 296 км на північ від Бухареста, 54 км на північний схід від Тиргу-Муреша, 102 км на схід від Клуж-Напоки.

## Населення
За даними перепису населення 2002 року у селі проживали 326 осіб.
Національний склад населення села:
| Національність | Кількість осіб | Відсоток |
| -------------- | -------------- | -------- |
| румуни         | 317            | 97,2%    |
| угорці         | 9              | 2,8%     |

Рідною мовою назвали:
| Мова      | Кількість осіб | Відсоток |
| --------- | -------------- | -------- |
| румунська | 316            | 96,9%    |
| угорська  | 9              | 2,8%     |